# Thaba-Tseka
Thaba-Tseka es una localidad de Lesoto, cabecera del distrito homónimo.

## Demografía
Según censo 1986 contaba con 3 300 habitantes. La estimación 2012 refiere a 4 897 habitantes.